# Юльянув (Кутновський повіт)
Юльянув (пол. Julianów) — село в Польщі, у гміні Кшижанув Кутновського повіту Лодзинського воєводства.
Населення — 69 осіб (2011).
У 1975—1998 роках село належало до Плоцького воєводства.

## Демографія
Демографічна структура станом на 31 березня 2011 року:
|          | Загалом | Допрацездатний вік | Працездатний вік | Постпрацездатний вік |
| -------- | ------- | ------------------ | ---------------- | -------------------- |
| Чоловіки | 34      | 7                  | 24               | 3                    |
| Жінки    | 35      | 3                  | 23               | 9                    |
| Разом    | 69      | 10                 | 47               | 12                   |